# Back to Basics: The Essential Collection
A Back to Basics: The Essential Collection Olivia Newton-John 1992-ben megjelent válogatásalbuma. Mivel négy új dalt is tartalmaz, elsősorban a studióalbumok közé szokták sorolni. Az album három különböző (USA, UK, ausztrál) változatban jelent meg. Ez volt az utolsó Olivia album, mely hagyományos hanglemezen is megjelent. 1994-ben The Greatest Hits Collection 1971-94 címmel a Mercury Records újra kiadta. Koncertkörutak kísérőanyagaként 1998-ban Ausztráliában dupla lemezes bővített változatban, 2003-ban eredeti változatban, mindkét esetben új borítóval és más címmel ismét kiadták.

## Az album készítésének története
Olivia Newton-John zenei pályafutását sógora kávézójának a színpadán kezdte 14 éves korában, majd egy tehetségkutató verseny után hamarosan Ausztrália kedvence lett. Pályafutását később Angliában majd Amerikában folytatta, eleinte folk majd country műfajban. A Grease mellett több filmben is szerepelt, majd áttért a popzenei műfajra. Karrierje csúcsán a nyolcvanas évek elején volt.
1983-ban ausztrál divatcikkek és élelmiszerspecialitások forgalmazására üzlethálózatot indított, életét elsősorban családjának szentelte, ezután kevesebb lemeze jelent meg. A kilencvenes évek elejére már elsősorban családanyának és üzletasszonynak tekintette magát, több mint ötven üzletet működtetett világszerte. Az addig virágzó és folyamatosan fejlődő hálózat azonban 1991 folyamán hirtelen mélyrepülésbe kezdett, majd fizetésképtelenné vált. A cég ellen csődeljárást indítottak, komoly anyagi gondok jelentkeztek.
Olivia tíz évvel utolsó koncertkörútja és hat évvel utolsó sikeres lemeze után megpróbált visszatérni a zenei világba. Elkészítette első lemeze húszéves évfordulójára már régebb óta tervezett Back To Basics: The Essential Collection című válogatáslemezét, melyre a régi nagy sikerek mellett négy új szám is került. Három lassú dal, ezek a Deeper Than A River, a Not Gonna Be The One és az I Want To Be Wanted valamint Giorgio Moroder dance jellegű dala, az I Need Love, melyből videóklip is készült (Olivia Newton-John: Video Gold DVD).
Az album igen jó fogadtatásban részesült Ausztráliában és Angliában, de még az első száz közé sem jutott a legfőbb piacnak számító Amerikában. Sokak nehezményezték, hogy címével ellentétben (vissza az alapokhoz), egyetlen számot sem tartalmaz Olivia legkorábbi, hanglemezen beszerezhetetlen dalaiból.
A zenei életbe való visszatérésre és az album promóciójára több tévéműsor készült, Olivia koncertkörutat is tervezett, ám a lemez bemutatója után közvetlenül, de még a koncertkörút kezdete előtt derült fény rákos megbetegedésére, mely egész további életét és zenei pályafutását más útra terelte. A betegség és gyógykezelés alatt született következő, Gaia: One Woman’s Journey című 1994-es albumon már egy teljesen új Oliviát ismerhettek meg a hallgatók.
Az albumot Olivia ausztráliai koncertsorozata részeként 2003-ban The Singles Collection: Limited Tour Edition címmel, új borítóval ismét kiadták

## Az album új dalainak ismertetése
A három lassú dal egyike az I Want To Be Wanted az olasz Giuseppe Spotti és Alberto Testa szerzeménye, a angol szöveget Kim Gannon írta hozzá. Eredetileg a Never on Sunday című görög-amerikai film dala volt, az amerikai változatot Brenda Lee énekelte 1960-ban, három hétig vezette a Billboard slágerlistát.
A következő dal az Deeper Than A River, Diana Warren dala. Eredetileg egy ismert, de meg nem nevezett énekes számára íródott, több hónapnyi egyezkedés után adták át Oliviának.
Kimondottan Olivia számára írta a Grammy-jelölt Seth Swirsky a Not Gonna Be The One című dalt. Az éteriesen tiszta hangzású dal egyes harmóniáit Oliva 12 felénekléséből állították össze.
Az album negyedik új dala az I Need Love. Szerzője Steve Kipner, aki Olivia legsikeresebb dalát, a Physicalt is írta, az I Need Love dalszövegében történik is egy utalás rá. A dalt Olivia férje, Matt Lattanzi javasolta az album számára. A dal producere és hangszerelője az elektronikus zene egyik nagy egyénisége, Giorgio Moroder volt. Az I Need Love maxilemezen is megjelent, több remixváltozata készült, a diszkókban is népszerű dal volt.

## Az album dalai

### USA változat
- Deeper Than A River (új dal, Diana Warren szerzeménye)
- Not Gonna Be The One (új dal, Seth Swirsky szerzeménye)
- I Want To Be Wanted (új dal, Giuseppe Spotti, Alberto Testa, Kim Gannon szerzeménye)
- I Need Love (új dal, Śtephen A.Kipner, John Lewis Parker szerzeménye, Giorgio Moroder produkciója)
- Twist Of Fate
- Physical
- Magic
- Deeper Than The Night
- A Little More Love
- You're The One That I Want
- Summer Nights
- Hopelessly Devoted To You
- Please Mr. Please
- Sam
- Have You Never Been Mellow
- If You Love Me (Let Me Know)
- I Honestly Love You

### UK változat
- If Not For You
- Banks of the Ohio
- What Is Life
- Take Me Home Country Roads
- I Honestly Love You
- Have You Never Been Mellow
- Sam
- You're the One That I Want
- Hopelessly Devoted To You
- Summer Nights
- A Little More Love
- Xanadu
- Magic
- Suddenly
- Physical
- The Rumour
- Not Gonna Be The One
- I Need Love
- I Want To Be Wanted
- Deeper Than A River

### Ausztrál változat
- I Need Love
- Deeper Than A River
- Not Gonna Be The One
- I Want To Be Wanted
- If Not For You
- Banks of the Ohio
- Let Me Be There
- I Honestly Love You
- If You Love Me Let Me Know
- Have You Never Been Mellow
- Don't Stop Believin'
- Sam
- A Little More Love
- Physical
- Make A Move On Me
- Hopelessly Devoted To You
- Xanadu
- Magic
- Twist Of Fate
- Soul Kiss
- Grease Mega-Mix

### Kiadások
- USA CD: Geffen Records GEFD-24470
- UK CD: Mercury 512641-2
- UK CD: Mercury 518 942-2 (The Greatest Hits Collection 1971-94 címmel 1994-ben)
- Japan CD Mercury PHCR-1561
- Japán CD: Mercury PHCA-122
- Német CD: Mercury 512 641-2
- Kanadai CD: Geffen/MCA GEFMD-24470
- Ausztrál CD: Festival TVD 93361 (The Singles Collection: Limited Tour Edition címmel 2003. áprílisban)
- UK hanglemez: Mercury 512 641-1

### Helyezések
- Album: Ausztrália 2, UK 11, USA 121
- I Need Love:

Ausztrália: 89, USA Billboard Hot 100: 86, USA Billboard Hot Dance Music: 28, Billboard Club Play: 14, UK: 75, Kanada: 29
- Deeper Than A River:

Billboard Adult Contemporary: 20, Kanadai Adult Contemporary: 18

## Olivia - The Singles, Australasian Tour Souvenir
Cliff Richard 1998-as ausztráliai és ázsiai koncertkörútján Olivia is rész vett közreműködőként. Ebből az alkalomból új borítóval és Olivia - The Singles, Australasian Tour Souvenir címmel újra kiadták Olivia Back to Basics: The Essential Collection című válogatását, azonban azt bonusként egy második lemezzel is kiegészítették.

### Az album első lemeze
Teljesen megegyezik a Back to Basics: The Essential Collection ausztrál változatával

### Az album második lemezének dalai
- No Matter What You Do
- Don't Cut Me Down
- It's Always Australia For Me
- Can't We Talk It Over In Bed
- The Rumour
- Please Mr. Please
- Jolene
- Don't Cry For Me Argentina
- Heart Attack
- Toughen Up

### Kiadás
- Festival Records TVD 93361